# Lourdios-Ichère
Lourdios-Ichère (prononcé [luʁdjɔs iʃɛʁ] ; en béarnais : Ardiòs-Ishèra ou Ardios-Ichère) est une commune française située dans le département des Pyrénées-Atlantiques, en région Nouvelle-Aquitaine.

## Géographie

### Localisation
La commune de Lourdios-Ichère se trouve dans le département des Pyrénées-Atlantiques, en région Nouvelle-Aquitaine.
Elle se situe à 54 km par la route de Pau, préfecture du département, et à 22 km d'Oloron-Sainte-Marie, sous-préfecture.
Les communes les plus proches sont : 
Sarrance (5,1 km), Escot (5,7 km), Issor (5,8 km), Arette (6,7 km), Osse-en-Aspe (7,1 km), Bedous (7,6 km), Lurbe-Saint-Christau (8,6 km), Lées-Athas (9,0 km).
Sur le plan historique et culturel, Lourdios-Ichère fait partie de la province du Béarn, qui fut également un État et qui présente une unité historique et culturelle à laquelle s’oppose une diversité frappante de paysages au relief tourmenté.
La commune se trouve dans la vallée d'Aspe.

### Communes limitrophes
Les communes limitrophes sont  Arette, Issor, Osse-en-Aspe et Sarrance.
|        | Issor           |          |
| Arette | Lourdios-Ichère | Sarrance |
|        | Osse-en-Aspe    |          |

### Hydrographie

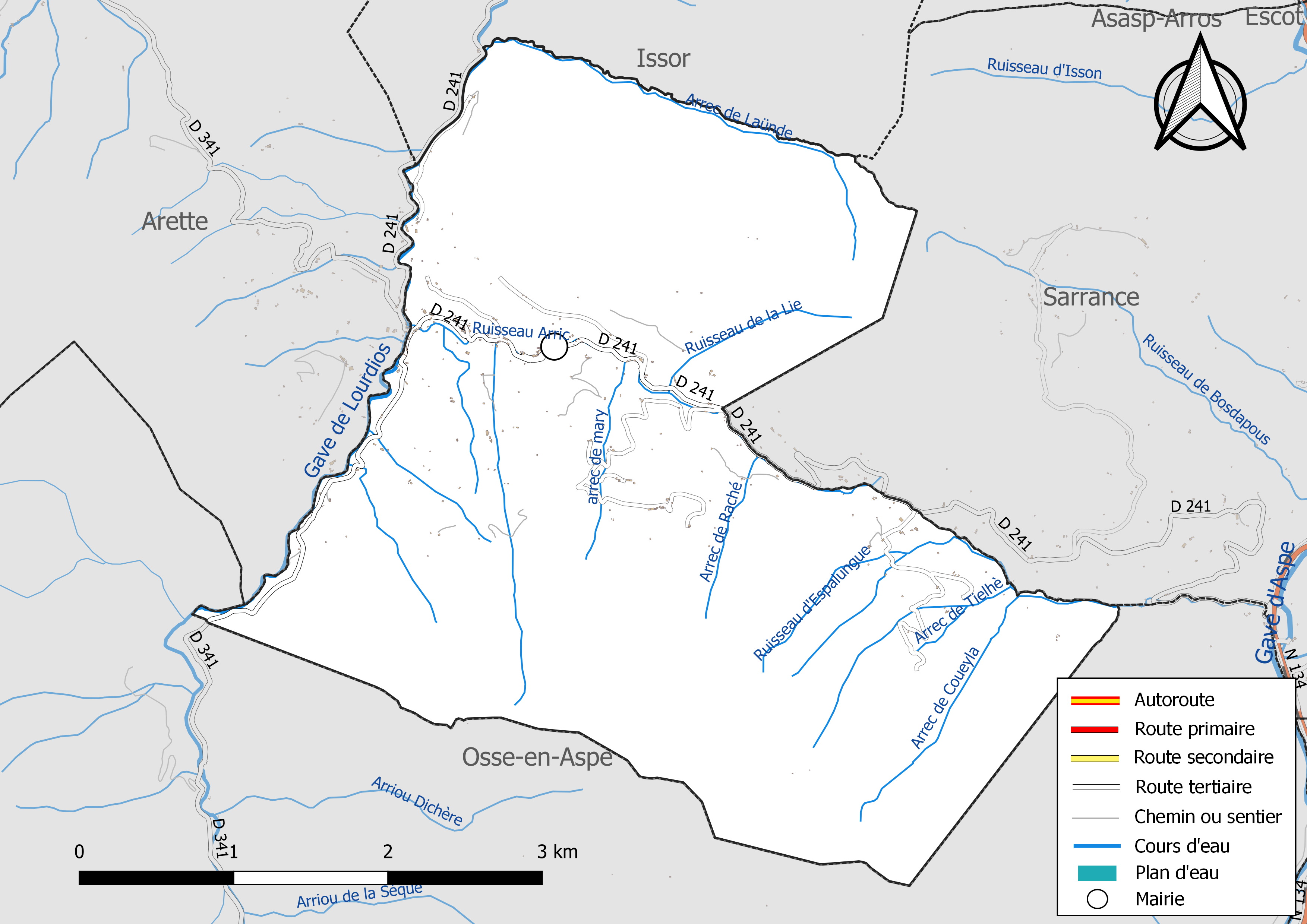
Réseaux hydrographique et routier de Lourdios-Ichère.

La commune est drainée par le gave de Lourdios, l’arrec de Coueyla, l’arrec de Laünde, l’arrec de mary, l’arrec de Raché, l’arrec de Tielhè, le ruisseau Arric, le ruisseau de la Lie, le ruisseau d'Espalungue, et par divers petits cours d'eau, constituant un réseau hydrographique de 28 km de longueur totale,.
Le gave de Lourdios, d'une longueur totale de 20,8 km, prend sa source dans la commune d'Osse-en-Aspe et s'écoule du sud vers le nord. Il traverse la commune et se jette dans le gave d'Aspe à Asasp-Arros, après avoir traversé 5 communes.

### Climat
Pour des articles plus généraux, voir Climat de la Nouvelle-Aquitaine et Climat des Pyrénées-Atlantiques.
Historiquement, la commune est exposée à un climat de montagne.  
En 2020, Météo-France publie une typologie des climats de la France métropolitaine dans laquelle la commune est toujours exposée à un climat de montagne et est dans la région climatique Pyrénées atlantiques, caractérisée par une pluviométrie élevée (>1 200 mm/an) en toutes saisons, des hivers très doux (7,5 °C en plaine) et des vents faibles.
Pour la période 1971-2000, la température annuelle moyenne est de 12,1 °C, avec une amplitude thermique annuelle de 13,2 °C. Le cumul annuel moyen de précipitations est de 1 667 mm, avec 11,8 jours de précipitations en janvier et 9,9 jours en juillet. Pour la période 1991-2020, la température moyenne annuelle observée sur la station météorologique la plus proche, située sur la commune de Licq-Athérey à 17 km à vol d'oiseau, est de 13,1 °C et le cumul annuel moyen de précipitations est de 1 528,1 mm,. Pour l'avenir, les paramètres climatiques de la commune estimés pour 2050 selon différents scénarios d’émission de gaz à effet de serre sont consultables sur un site dédié publié par Météo-France en novembre 2022.

### Milieux naturels et biodiversité

#### Réseau Natura 2000
Le réseau Natura 2000 est un réseau écologique européen de sites naturels d'intérêt écologique élaboré à partir des Directives « Habitats » et « Oiseaux », constitué de zones spéciales de conservation (ZSC) et de zones de protection spéciale (ZPS).
Deux sites Natura 2000 ont été définis sur la commune au titre de la « directive Habitats », : 
- le « massif du Layens », d'une superficie de 5 597 ha, un massif de montagne moyenne exploitée par le pastoralisme, qui recèle une grande richesse écologique[18] ;
- « le gave d'Aspe et le Lourdios (cours d'eau) », d'une superficie de 1 595 ha, un vaste réseau de torrents d'altitude et de cours d'eau de coteaux à très bonne qualité des eaux[19] ;

et deux au titre de la « directive Oiseaux », : 
- l'« Eth Thuron des Aureys », d'une superficie de 2 182 ha, un massif montagneux situé en position avancée sur le piémont des Pyrénées, très favorable aux grands rapaces[20] ;
- la « Haute Soule : massif de la Pierre Saint-Martin », d'une superficie de 18 312 ha, un vaste ensemble montagneux de basse à haute altitude[21].

#### Zones naturelles d'intérêt écologique, faunistique et floristique
L’inventaire des zones naturelles d'intérêt écologique, faunistique et floristique (ZNIEFF) a pour objectif de réaliser une couverture des zones les plus intéressantes sur le plan écologique, essentiellement dans la perspective d’améliorer la connaissance du patrimoine naturel national et de fournir aux différents décideurs un outil d’aide à la prise en compte de l’environnement dans l’aménagement du territoire.
Trois ZNIEFF de type 1 sont recensées sur la commune, : 
- la « forêt d'Issaux, pic Soulaing, soum d'iIre et pic du Layens » (8 075,98 ha), couvrant 4 communes du département[23] ;
- le « massif calcaire du pic du Trone du roi » (1 258,31 ha), couvrant 4 communes du département[24],
- le « réseau hydrographique du gave d'Aspe et ses rives » (1 207,81 ha), couvrant 23 communes du département[25] ;

et deux ZNIEFF de type 2,, : 
- le « réseau hydrographique du gave d'Oloron et de ses affluents » (6 885,32 ha), couvrant 114 communes dont 2 dans les Landes et 112 dans les Pyrénées-Atlantiques[26] ;
- la « vallée d'Aspe » (54 924,87 ha), couvrant 22 communes du département[27].

## Urbanisme

### Typologie
Au 1er janvier 2024, Lourdios-Ichère est catégorisée commune rurale à habitat dispersé, selon la nouvelle grille communale de densité à sept niveaux définie par l'Insee en 2022.
Elle est située hors unité urbaine et hors attraction des villes,.

### Occupation des sols

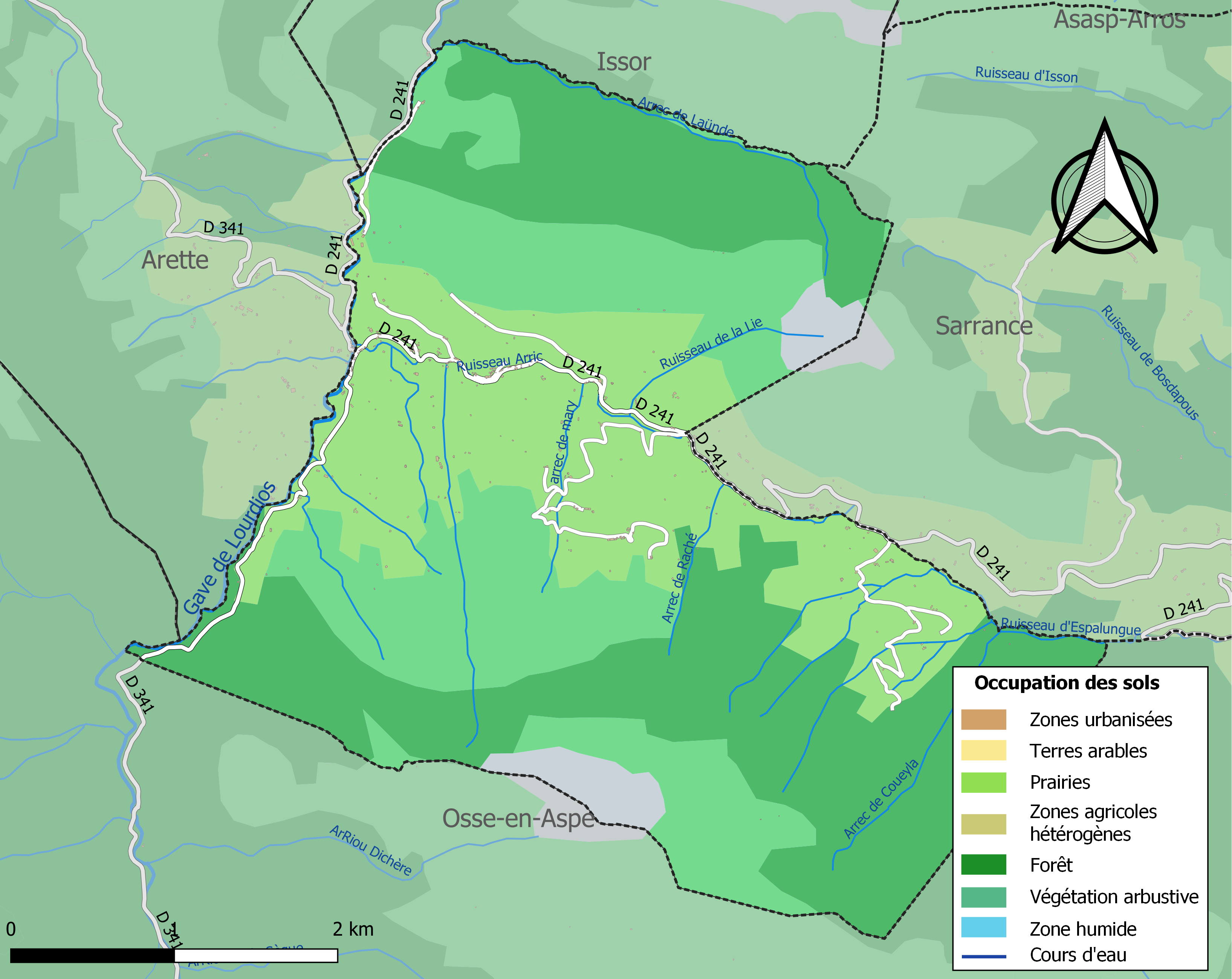
Carte des infrastructures et de l'occupation des sols de la commune en 2018 (CLC).

L'occupation des sols de la commune, telle qu'elle ressort de la base de données européenne d’occupation biophysique des sols Corine Land Cover (CLC), est marquée par l'importance des forêts et milieux semi-naturels (71,2 % en 2018), une proportion identique à celle de 1990 (71,2 %). La répartition détaillée en 2018 est la suivante : 
forêts (40,2 %), prairies (28,8 %), milieux à végétation arbustive et/ou herbacée (28 %), espaces ouverts, sans ou avec peu de végétation (2,9 %). L'évolution de l’occupation des sols de la commune et de ses infrastructures peut être observée sur les différentes représentations cartographiques du territoire : la carte de Cassini (XVIIIe siècle), la carte d'état-major (1820-1866) et les cartes ou photos aériennes de l'IGN pour la période actuelle (1950 à aujourd'hui).

### Lieux-dits et hameaux
- Ichère ;
- Lourdios : Église, Lacoste, Layens, Lunde, Raché.

### Risques majeurs
Le territoire de la commune de Lourdios-Ichère est vulnérable à différents aléas naturels : météorologiques (tempête, orage, neige, grand froid, canicule ou sécheresse), inondations, feux de forêts, mouvements de terrains, avalanche  et séisme (sismicité moyenne). Il est également exposé à un risque particulier : le risque de radon. Un site publié par le BRGM permet d'évaluer simplement et rapidement les risques d'un bien localisé soit par son adresse soit par le numéro de sa parcelle.

#### Risques naturels
Certaines parties du territoire communal sont susceptibles d’être affectées par le risque d’inondation par une crue torrentielle ou à montée rapide de cours d'eau, notamment le gave de Lourdios. La commune a été reconnue en état de catastrophe naturelle au titre des dommages causés par les inondations et coulées de boue survenues en 1982, 1992, 1997 et 2009,.
Lourdios-Ichère est exposée au risque de feu de forêt. En 2020, le premier plan de protection des forêts contre les incendies (PDPFCI) a été adopté pour la période 2020-2030. La réglementation des usages du feu à l’air libre et les obligations légales de débroussaillement dans le département des Pyrénées-Atlantiques font l'objet d'une consultation de public ouverte du 16 septembre au 7 octobre 2022,.
Les mouvements de terrains susceptibles de se produire sur la commune sont des mouvements de sols liés à la présence d'argile et des affaissements et effondrements liés aux cavités souterraines (hors mines). Afin de mieux appréhender le risque d’affaissement de terrain, un inventaire national permet de localiser les éventuelles cavités souterraines sur la commune.

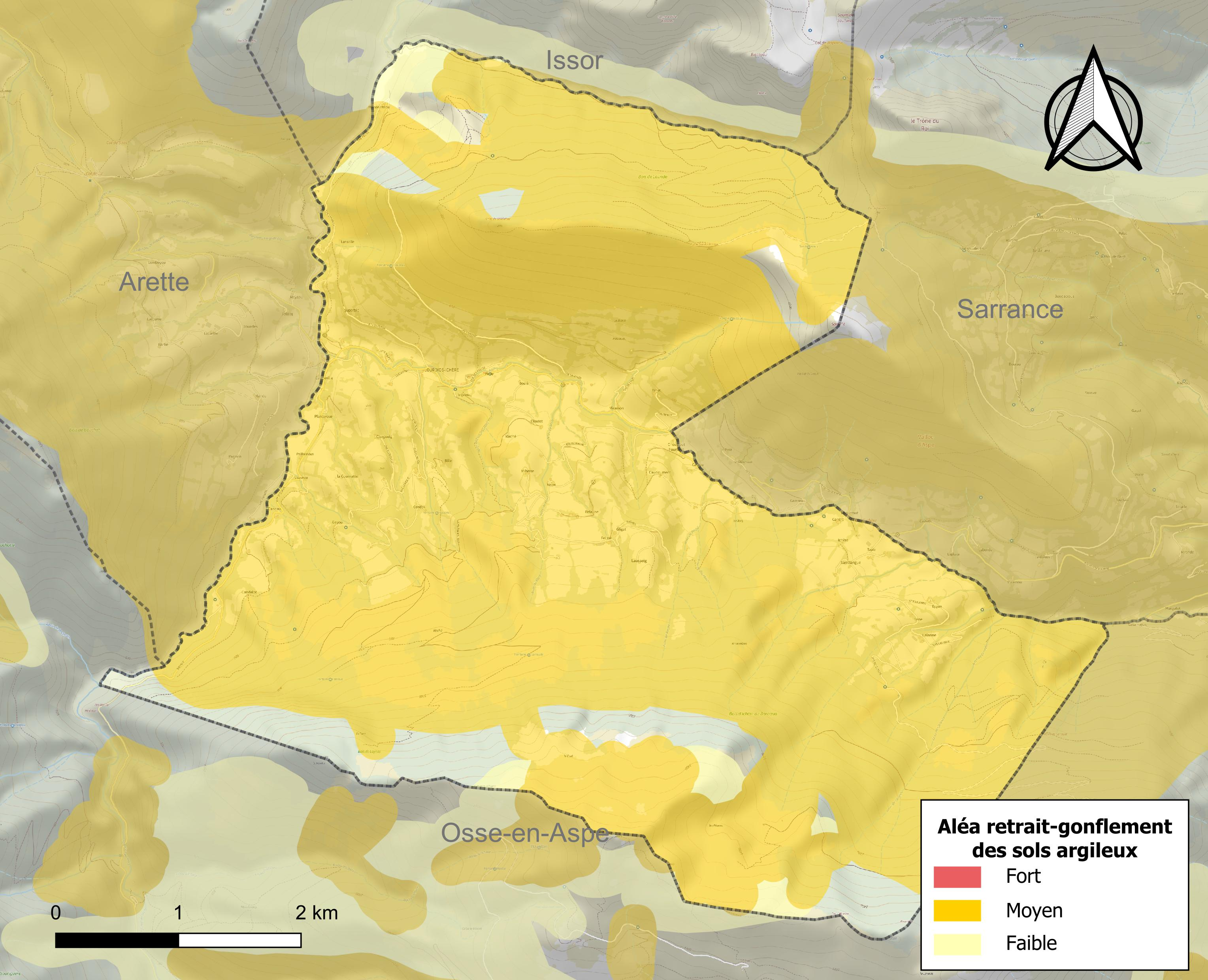
Carte des zones d'aléa retrait-gonflement des sols argileux de Lourdios-Ichère.

Le retrait-gonflement des sols argileux est susceptible d'engendrer des dommages importants aux bâtiments en cas d’alternance de périodes de sécheresse et de pluie. 90,7 % de la superficie communale est en aléa moyen ou fort (59 % au niveau départemental et 48,5 % au niveau national). Depuis le 1er octobre 2020, en application de la loi ELAN, différentes contraintes s'imposent aux vendeurs, maîtres d'ouvrages ou constructeurs de biens situés dans une zone classée en aléa moyen ou fort,.
La commune est exposée aux risques d'avalanche. Les habitants exposés à ce risque doivent se renseigner, en mairie, de l’existence d’un plan de prévention des risques avalanches (PPRA). Le cas échéant, identifier les mesures applicables à l'habitation, identifier, au sein de l'habitation, la pièce avec la façade la moins exposée à l’aléa pouvant faire office, au besoin, de zone de confinement et équiper cette pièce avec un kit de situation d’urgence,.

#### Risque particulier
Dans plusieurs parties du territoire national, le radon, accumulé dans certains logements ou autres locaux, peut constituer une source significative d’exposition de la population aux rayonnements ionisants. Selon la classification de 2018, la commune de Lourdios-Ichère est classée en zone 2, à savoir zone à potentiel radon faible mais sur lesquelles des facteurs géologiques particuliers peuvent faciliter le transfert du radon vers les bâtiments.

## Toponymie

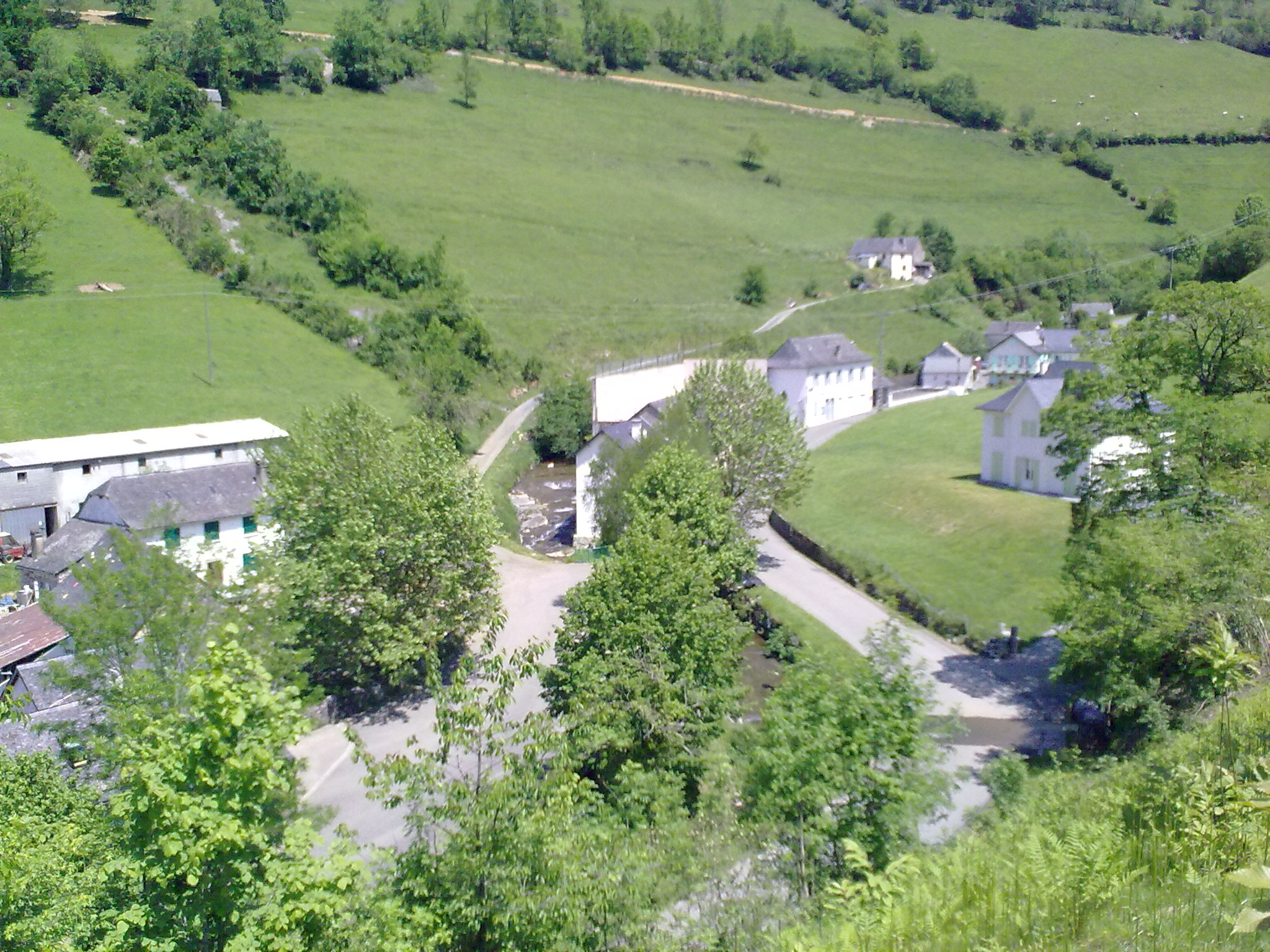
Lourdios-Ichère vue de haut.

Le toponyme Lourdios apparaît sous la forme Ordios (1695, dénombrement d'Aspe). Le texte mentionnant cette paroisse y signale les destructions liées à une crue du torrent et demande une exonération de taxes.
Lourdios dérive de l'hydronyme L'Ordios, qui est le gave, torrent, traversant la commune et lui ayant donné son nom. L'article a été intégré au toponyme francisé.
Michel Grosclaude propose deux hypothèses, toutes deux avec une origine basque/aquitanique :
- radical urd, replat, plateau avec le suffixe aquitain ossum ;
- radical ardi, tas de pierres, avec le même suffixe[47].

Son nom béarnais est Ardiòs-Ishèra ou Ardios-Ichère.

## Histoire
La commune est créée en 1820 par la réunion du quartier de Lourdios situé sur la commune d'Osse-en-Aspe et du quartier d'Ichère qui dépendait de Sarrance.
En 2017, à l'occasion de l'élection présidentielle de 2017, la commune se fait connaître sur le plan national, le candidat Jean Lassalle (Résistons !) étant maire du village depuis quarante ans. Au premier tour, il y réalise son meilleur pourcentage, avec 68,60 % des voix (83), loin devant les autres candidats. Nationalement, Lassalle réunit 1,5 % des votants exprimés. Les très hauts scores de Résistons se traduisent par l'ancrage local du président du parti Jean Lassalle. 

## Politique et administration

### Tendances politiques et résultats
| Scrutin              | 1er tour | 1er tour     | 1er tour | 1er tour | 1er tour | 1er tour | 1er tour | 1er tour   | 1er tour | 1er tour | 1er tour   | 1er tour | 2d tour | 2d tour      | 2d tour | 2d tour | 2d tour    | 2d tour | 2d tour | 2d tour | 2d tour | 2d tour | 2d tour |
| Scrutin              | 1er      | 1er          | %        | 2e       | 2e       | %        | 3e       | 3e         | %        | 4e       | 4e         | %        | 1er     | 1er          | %       | 2e      | 2e         | %       | 3e      | 3e      | %       | 4e      | %       |
| -------------------- | -------- | ------------ | -------- | -------- | -------- | -------- | -------- | ---------- | -------- | -------- | ---------- | -------- | ------- | ------------ | ------- | ------- | ---------- | ------- | ------- | ------- | ------- | ------- | ------- |
| Présidentielle 2002  |          | UDF          | 40,37    |          | RPR      | 23,85    |          | CPNT       | 11,01    |          | PS         | 5,5      |         | RPR          | 92,79   |         | FN         | 7,21    |         |         |         |         |         |
| Législatives 2002    |          | UDF          | 84,55    |          | UMP      | 5,69     |          | PS         | 4,07     |          | LV         | 1,63     |         | UDF          | 91,60   |         | PS         | 8,40    |         |         |         |         |         |
| Présidentielle 2007  |          | UDF          | 63,25    |          | UMP      | 18,8     |          | PS         | 10,26    |          | FN         | 3,42     |         | UMP          | 66,99   |         | PS         | 33,01   |         |         |         |         |         |
| Législatives 2007    |          | UDF-MODEM    | 81,42    |          | UMP      | 10,62    |          | PS         | 7,08     |          | REG        | 0,88     |         | UDF-MODEM    | 82,5    |         | UMP        | 15,00   |         | PS      | 2,50    |         |         |
| Régionales 2010      |          | MODEM        | 77,59    |          | PS       | 13,79    |          | UMP        | 4,32     |          | DIV (AEI)  | 1,72     |         | MODEM        | 80,00   |         | PS-LV-FG   | 16,67   |         | UMP     | 3,33    |         |         |
| Présidentielle 2012  |          | MODEM        | 52,54    |          | PS       | 17,80    |          | UMP        | 13,56    |          | FN         | 8,47     |         | UMP          | 61,26   |         | PS         | 38,74   |         |         |         |         |         |
| Législatives 2012    |          | MODEM        | 74,36    |          | PS       | 11,97    |          | UMP        | 5,13     |          | DVD (CNIP) | 3,42     |         | MODEM        | 76,61   |         | PS         | 23,39   |         |         |         |         |         |
| Européennes 2014     |          | MODEM-UDI    | 45,83    |          | FN       | 16,67    |          | UMP        | 12,50    |          | FG         | 6,94     |         |              |         |         |            |         |         |         |         |         |         |
| Départementales 2015 |          | MODEM        | 58,95    |          | PS-DVG   | 22,11    |          | DVD        | 16,84    |          | FG         | 2,11     |         | DVD          | 53,92   |         | PS-DVG     | 46,08   |         |         |         |         |         |
| Régionales 2015      |          | LR-UDI-MODEM | 55,00    |          | PS       | 15,00    |          | FN         | 12,50    |          | DLF        | 5,00     |         | LR-UDI-MODEM | 65,59   |         | PS-FG-EÉLV | 25,81   |         | FN      | 8,60    |         |         |
| Présidentielle 2017  |          | RES          | 68,60    |          | LR       | 9,09     |          | EM         | 7,44     |          | FN         | 4,96     |         | EM           | 77,65   |         | FN         | 22,35   |         |         |         |         |         |
| Législatives 2017    |          | DVD (RES)    | 73,15    |          | LREM     | 11,11    |          | PS         | 7,41     |          | LR         | 3,70     |         | DVD (RES)    | 79,82   |         | LREM       | 20,18   |         |         |         |         |         |
| Européennes 2019     |          | DLF-CNIP     | 19,05    |          | RN       | 17,46    |          | LREM-MODEM | 15,87    |          | LR         | 12,70    |         |              |         |         |            |         |         |         |         |         |         |
| Présidentielles 2022 |          | RES          | 65,49    |          | LREM     | 11,5     |          | LFI        | 7,96     |          | RN         | 7,08     |         |              |         |         |            |         |         |         |         |         |         |
| Législatives 2022    |          | RES          | 63,74    |          | PS       | 14,29    |          | LREM       | 12,09    |          | RN         | 7,69     |         | LREM         | 51,47   |         | PS         | 48,53   |         |         |         |         |         |
| Européennes 2024     |          | RES          | 48,86    |          | RN       | 18,18    |          | LR         | 5,68     |          | PS         | 5,68     |         |              |         |         |            |         |         |         |         |         |         |
| Législatives 2024    |          | RES          | 59,22    |          | PS       | 20,39    |          | RN         | 14,56    |          | LR         | 4,85     |         | RES          | 60,19   |         | PS         | 23,3    |         | RN      | 16,5    |         |         |

### Liste des maires
| Période                                  | Période  | Identité      | Étiquette           | Qualité |
| ---------------------------------------- | -------- | ------------- | ------------------- | --- |
| Les données manquantes sont à compléter. |          |               |                     | |
|                                          |          |               |                     | |
| 1977                                     | 2017     | Jean Lassalle | UDF, MoDem puis RES | Député de 2002 à 2022 Conseiller général de 1982 à 2015 Candidat aux élections présidentielles de 2017 et 2022 Démissionnaire pour cumul des mandats |
| 2017                                     | En cours | Marthe Clot   | DVD puis RES        | Adjointe au maire jusqu'en 2017 |

### Rattachements administratifs et électoraux

#### Intercommunalité
La commune fait partie de cinq structures intercommunales :
- la communauté de communes du Haut Béarn ;
- le SIVU de Lourdios ;
- le syndicat d’énergie des Pyrénées-Atlantiques ;
- le syndicat de regroupement pédagogique d'Issor et de Lourdios-Ichère ;
- le syndicat mixte du Haut-Béarn.

## Population et société

### Démographie
L'évolution du nombre d'habitants est connue à travers les recensements de la population effectués dans la commune depuis 1831. Pour les communes de moins de 10 000 habitants, une enquête de recensement portant sur toute la population est réalisée tous les cinq ans, les populations de référence des années intermédiaires étant quant à elles estimées par interpolation ou extrapolation. Pour la commune, le premier recensement exhaustif entrant dans le cadre du nouveau dispositif a été réalisé en 2007.

En 2022, la commune comptait 141 habitants, en évolution de −4,73 % par rapport à 2016 (Pyrénées-Atlantiques : +3,78 %, France hors Mayotte : +2,11 %).
| 1831 | 1836 | 1841 | 1846 | 1851 | 1856 | 1861 | 1866 | 1872 |
| ---- | ---- | ---- | ---- | ---- | ---- | ---- | ---- | ---- |
| 681  | 636  | 661  | 636  | 642  | 639  | 653  | 594  | 568  |

| 1876 | 1881 | 1886 | 1891 | 1896 | 1901 | 1906 | 1911 | 1921 |
| ---- | ---- | ---- | ---- | ---- | ---- | ---- | ---- | ---- |
| 526  | 526  | 510  | 532  | 512  | 438  | 416  | 407  | 340  |

| 1926 | 1931 | 1936 | 1946 | 1954 | 1962 | 1968 | 1975 | 1982 |
| ---- | ---- | ---- | ---- | ---- | ---- | ---- | ---- | ---- |
| 310  | 292  | 279  | 252  | 222  | 205  | 184  | 172  | 158  |

| 1990 | 1999 | 2006 | 2007 | 2012 | 2017 | 2022 | - | - |
| ---- | ---- | ---- | ---- | ---- | ---- | ---- | - | - |
| 175  | 150  | 147  | 146  | 157  | 141  | 141  | - | - |

## Économie
L'économie de la commune est essentiellement orientée vers l'agriculture et l'élevage (bovins et ovins). La fabrication de fromages fermiers au lait de brebis, de l'appellation d'origine contrôlée ossau-iraty, est également une des ressources de la population de la commune.

## Culture locale et patrimoine

### Patrimoine civil
- Ferme Casteig, XVIIIe siècle (étable, porcherie, poulailler).
- Écomusée Un village se raconte, sur les traces d'un instituteur du XIXe siècle, Jean Barthou[73].

### Patrimoine religieux
- Église Saint-Isidore, XVIIe siècle, rénovée au XIXe siècle.

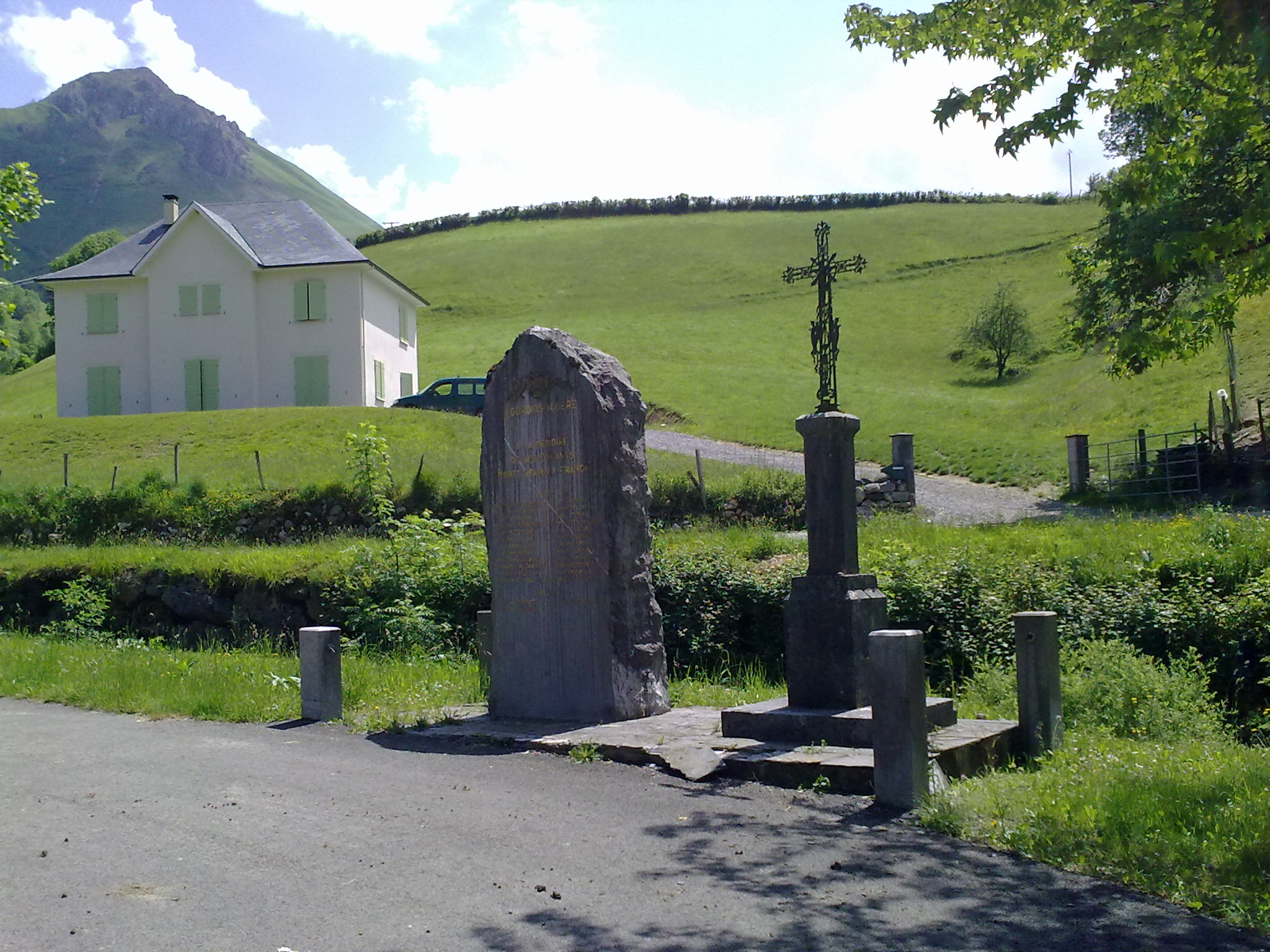
Monument aux morts.
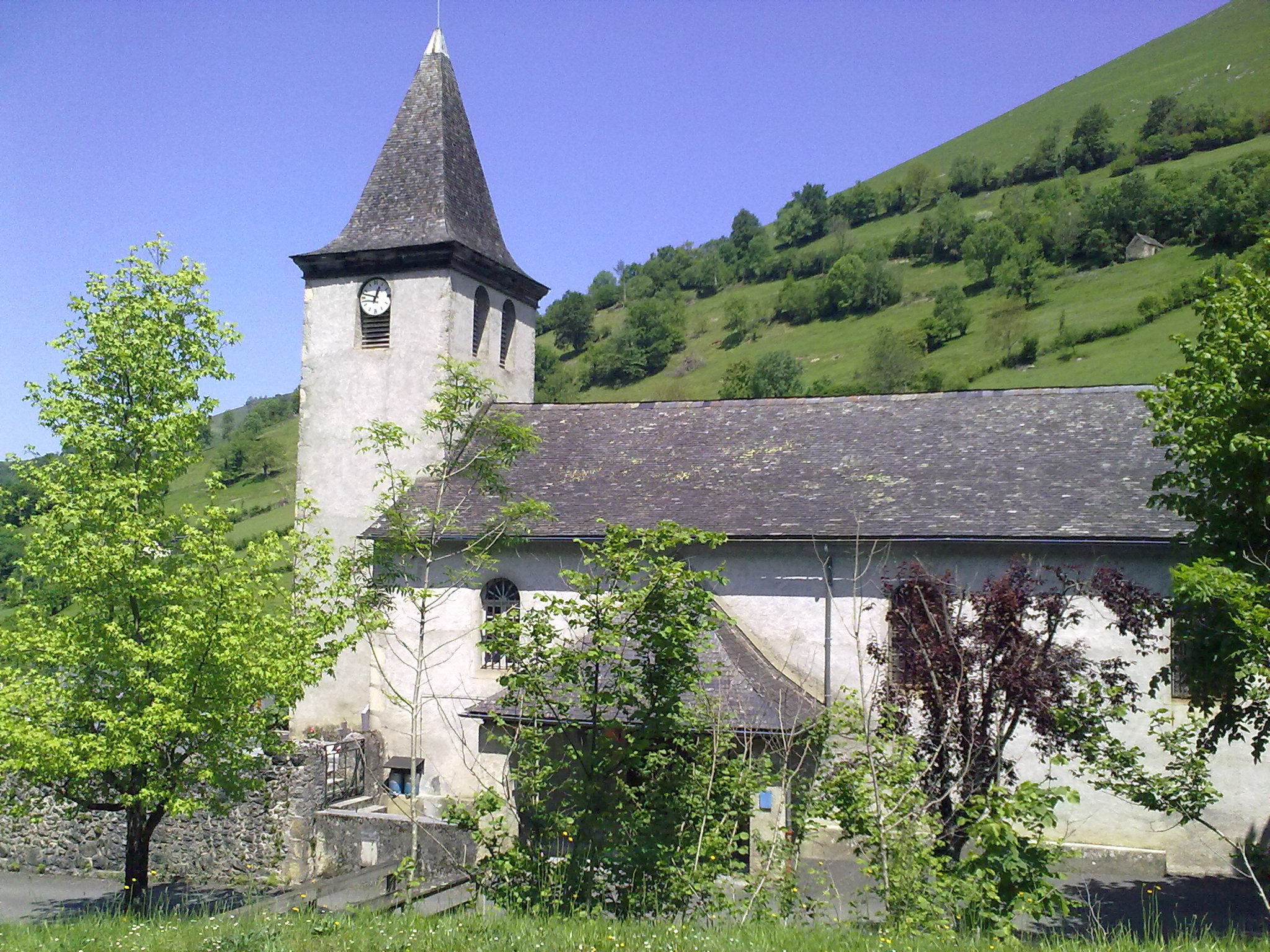
Église.
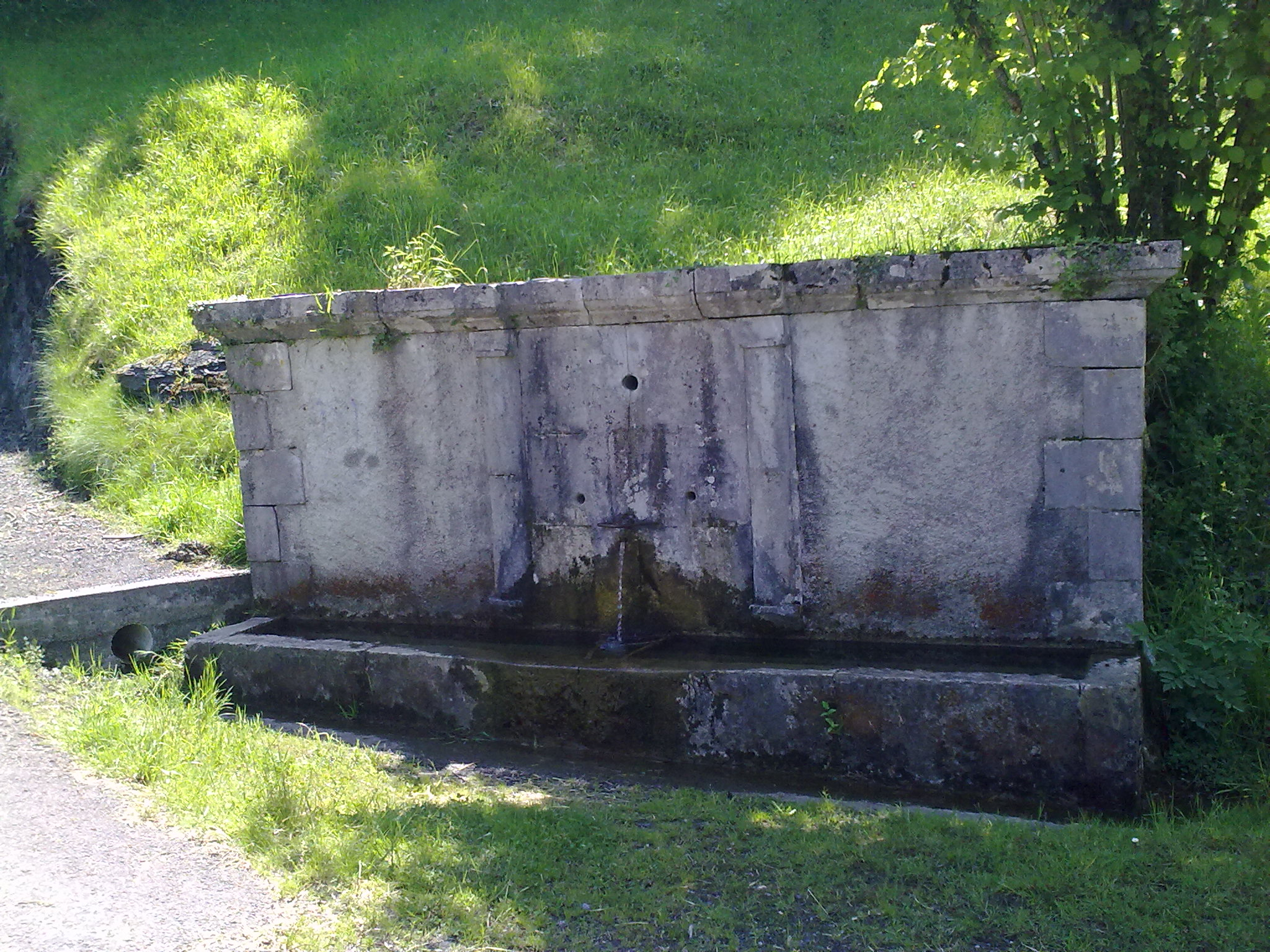
Une fontaine.

## Équipements
La commune possède une école primaire.

## Personnalités liées à la commune
- Jean Lassalle : maire de 1977 à 2017, député de 2002 à 2022 et candidat à l'élection présidentielle française de 2017 et de 2022.